# Nullo
Nullo, właściwie Patrycjusz Kochanowski (ur. 14 maja 1982 w Wałbrzychu), znany również jako Nullizmatyk – polski raper i producent muzyczny. Znany jest przede wszystkim z występów w grupie hip-hopowej Trzeci Wymiar. Nullo prowadzi także solową działalność artystyczną. W 2018 roku wydano płytę autorskiego projektu Nullizmatyka łączącego rap i śpiew Nulla w akompaniamencie żywych instrumentów i sampli pt. Live Session.
Poza działalnością artystyczną od 2009 roku prowadzi wytwórnię muzyczną Labirynt Records i Dystrykt Records.

## Dyskografia

### Albumy

#### Albumy solowe
| Rok                        | Album                                                                     | Pozycja na liście |
| Rok                        | Album                                                                     | POL               |
| -------------------------- | ------------------------------------------------------------------------- | ----------------- |
| 2001                       | Wszystko rymowanym słowem - Data: 2001 - Wydawca: brak (nielegal)         | –                 |
| 2002                       | Taka rzeczywistość - Data: 2002 - Wydawca: brak (nielegal)                | –                 |
| 2012                       | SPG dystrykt - Data: 15 grudnia 2012 - Wydawca: Labirynt Records          | –                 |
| 2022                       | Antyviral (oraz Filipek) - Data: 13 maja 2022 - Wydawca: Dystrykt Records | 4                 |
| 2022                       | Zabójca królowej - Data: 16 grudnia 2022 - Wydawca: Dystrykt Records      | 12                |
| „–” album nie był notowany |                                                                           |                   |

#### Albumy z Nullizmatyką
| Rok  | Album |
| ---- | --- |
| 2018 | Live Session - Data: 08 czerwca 2018 - Wydawca: Dystrykt Records                                                         |
| 2019 | Pol’and’Rock Live 2019 Kostrzyn nad Odrą (oraz Pork Pores Porkinson) - Data: 24 grudnia 2019 - Wydawca: Dystrykt Records |

### Single
| Rok  | Tytuł                                                          | Certyfikat              | Album                  |
| ---- | -------------------------------------------------------------- | ----------------------- | ---------------------- |
| 2012 | „Wzór – prolog”                                                |                         | SPG dystrykt           |
| 2012 | „Skreślili nas”                                                |                         | SPG dystrykt           |
| 2012 | „10 minut bragga”                                              |                         | SPG dystrykt           |
| 2012 | „Basketball 2” (gośc. Massey)                                  |                         | SPG dystrykt           |
| 2017 | „Sky Is the Limit”                                             |                         | Zabójca królowej       |
| 2017 | „Tu i teraz” (gośc. K-Fka)                                     |                         |                        |
| 2017 | „Urszulka”                                                     |                         |                        |
| 2017 | „Daleko do ideału” (oraz Pork, Peja)                           |                         | White House Connection |
| 2020 | „Mamo”                                                         |                         |                        |
| 2021 | „Na magnetofonowej taśmie” (oraz L.U.C., Pih)                  |                         | singel niealbumowy     |
| 2022 | „Antyviral” (oraz Filipek)                                     |                         | Antyviral              |
| 2022 | „Hotel Odyseusz” (oraz Filipek; gośc. Gibbs, Diana Ciecierska) | - ZPAV: platynowa płyta | Antyviral              |
| 2022 | „Nadzieja” (oraz Filipek; gośc. Kamil Bednarek)                |                         | Antyviral              |
| 2022 | „Na skraju raju” (oraz Filipek)                                |                         | Antyviral              |
| 2022 | „Harambe” (oraz Filipek)                                       |                         | Antyviral              |
| 2022 | „Ślady zaschłe”(oraz Filipek; gośc. Pork)                      |                         | Antyviral              |
| 2022 | „Czwarty raz”                                                  |                         | Zabójca królowej       |
| 2022 | „Czemu taki pan zły?”                                          |                         | Zabójca królowej       |
| 2022 | „Lecę balonem”                                                 |                         | Zabójca królowej       |
| 2022 | „Czy warto było...”                                            |                         | Zabójca królowej       |
| 2022 | „Zabrałem ci oddech”                                           |                         | Zabójca królowej       |
| 2023 | „Vis-a-Vis” (oraz Mamen; gośc. DJ Qmak)                        |                         |                        |
| 2023 | „Genesis”                                                      |                         |                        |

Występy gościnne
| Rok  | Tytuł                                                                | Album                 |
| ---- | -------------------------------------------------------------------- | --------------------- |
| 2011 | „Mimo wiatru w oczy” (Fugol; gośc. Nullo, Dj Element)                | Księga                |
| 2012 | „Spotkasz mnie w tych miejscach” (Mikee; gośc. Nullo)                | Od zmierzchu do świtu |
| 2012 | „Ramię w ramię” (Fugol, Doych; gośc. Nullo, Mateusz Mazur)           |                       |
| 2013 | „Nadzieja straconych” (Skor; gośc. Nullo, Buka)                      | Muzykoma              |
| 2019 | „Infiniti” (Pork Pores Porkinson; gośc. Nullizmatyk, Natalia Widuto) | 93 mln mil od słońca  |
| 2019 | „Deszcz” (.Nowe; gośc. Nullizmatyk)                                  | Retro pop             |
| 2020 | „Dom z papieru” (Prospect; gośc. Pork Pores Porkinson, Nullizmatyk)  | XII                   |
| 2021 | „Deszcz” (Filipek; gośc. Nullizmatyk)                                | Gambit                |
| 2024 | „Zawsze będą gadać” (TataMati, Kwaśny; gośc. Nullizmatyk, Fu)        |                       |

## Teledyski
| Rok  | Tytuł                                                                                  | Reżyseria/Realizacja                      | Album                 | Źródło |
| ---- | -------------------------------------------------------------------------------------- | ----------------------------------------- | --------------------- | ------ |
| 2004 | „Basketball” (Massey; gośc. Nullo)                                                     | Dariusz Szermanowicz                      | Cztery pory rapu      | [ 43 ] |
| 2009 | „Crossover” (Massey; gośc. Nullo)                                                      |                                           | Człowiek z blizną     | [ 44 ] |
| 2011 | „Mimo wiatru w oczy” (Fugol; gośc. Nullo, Dj Element)                                  | RMvision                                  | Księga                | [ 34 ] |
| 2011 | „Ból / Kastastyl” (Wall-E; gośc. Nullo, Szad)                                          | Kasta.Co/Inspire5                         | Prawda naga           | [ 45 ] |
| 2012 | „Spotkasz mnie w tych miejscach” (Mikee; gośc. Nullo)                                  | 90Studio (Paweł Maluśki)                  | Od zmierzchu do świtu | [ 46 ] |
| 2012 | „Ramię w ramię” (Fugol, Doych; gośc. Nullo, Mateusz Mazur)                             | Endorfina                                 |                       | [ 36 ] |
| 2012 | „Wzór – prolog”                                                                        | Sebastian Juszczyk                        | SPG dystrykt          | [ 47 ] |
| 2012 | „Skreślili nas”                                                                        | Sebastian Juszczyk                        | SPG dystrykt          | [ 48 ] |
| 2012 | „10 minut bragga”                                                                      |                                           | SPG dystrykt          | [ 12 ] |
| 2012 | „Basketball 2” (gośc. Massey)                                                          | EvilEye Studio                            | SPG dystrykt          | [ 49 ] |
| 2012 | „Chyba ją znałem”                                                                      | Juzz Media                                | SPG dystrykt          | [ 50 ] |
| 2013 | „Chyba ją znałem cz. 2”                                                                | Juzz Media                                | SPG dystrykt          | [ 51 ] |
| 2013 | „Od nałogu do nałogu” (gośc. Pork, Szad)                                               | Juzz Media                                | SPG dystrykt          | [ 52 ] |
| 2013 | „Nadzieja straconych” (Skor; gośc. Buka, Nullo, DJ Cider)                              | Juzz Media                                | Muzykoma              | [ 53 ] |
| 2013 | „Epitafium” (gośc. Maciej Kozak)                                                       | Nullo                                     | SPG dystrykt          | [ 54 ] |
| 2014 | „#hot16challenge”                                                                      |                                           |                       | [ 55 ] |
| 2017 | „Sky Is the Limit”                                                                     | Juzz Media                                | Zabójca królowej      | [ 14 ] |
| 2017 | „Tu i teraz” (gośc. K-Fka)                                                             | Nullizmatyk & K-Fka                       |                       | [ 15 ] |
| 2019 | „Infiniti” (Pork Pores Porkinson; gośc. Nullizmatyk, Natalia Widuto)                   | Grymuza                                   | 93 mln mil od słońca  | [ 38 ] |
| 2019 | „Deszcz” (.Nowe; gośc. Nullizmatyk)                                                    | Nullizmatyk                               | Retro pop             | [ 56 ] |
| 2020 | „#Hot16Challenge2”                                                                     |                                           |                       | [ 57 ] |
| 2020 | „Mamo...”                                                                              | Juzz Media                                |                       | [ 18 ] |
| 2021 | „Deszcz” (Filipek; gośc. Nullizmatyk)                                                  | Distort Media                             | Gambit                | [ 41 ] |
| 2021 | „Na magnetofonowej taśmie” (oraz L.U.C., Pih)                                          | Bohdan Rybka                              |                       | [ 19 ] |
| 2022 | „Antyviral” (oraz Filipek)                                                             |                                           | Antyviral             | [ 20 ] |
| 2022 | „Nadzieja” (oraz Filipek; gośc. Kamil Bednarek)                                        | Seweryn Odalski                           | Antyviral             | [ 58 ] |
| 2022 | „Na skraju raju” (oraz Filipek)                                                        | Sebastian Juszczyk                        | Antyviral             | [ 59 ] |
| 2022 | „Harambe” (oraz Filipek)                                                               |                                           | Antyviral             | [ 25 ] |
| 2022 | „Czwarty raz”                                                                          | Juzz Media                                | Zabójca królowej      | [ 60 ] |
| 2022 | „Czemu taki pan zły?”                                                                  | Seweryn Odalski                           | Zabójca królowej      | [ 28 ] |
| 2022 | „Lecę balonem”                                                                         | Nullizmatyk, Seweryn Odalski, Maciej Guma | Zabójca królowej      | [ 61 ] |
| 2022 | „Czy warto było...”                                                                    |                                           | Zabójca królowej      | [ 30 ] |
| 2022 | „Zabrałem ci oddech”                                                                   | Grupa#13                                  | Zabójca królowej      | [ 31 ] |
| 2023 | „Boom Bap” (oraz Filipek; gośc. Floral Bugs, Pih, Bober, Liroy, Waldemar Kasta, Pores) | Massey MVP                                | Antyviral             | [ 62 ] |
| 2024 | „Zawsze będą gadać” (TataMati, Kwaśny; gośc. Nullizmatyk, Fu)                          | Twardy video                              |                       | [ 63 ] |
| 2024 | „Rap U!”                                                                               | Seweryn Odalski                           | Zabójca królowej      | [ 64 ] |